# إواكورا (آيتشي)
إواكورا مدينة تقع ضمن محافظة آيتشي في اليابان، تأسست في 12/1/1971، بلغ عدد تعداد سكانها في 1 يناير – 2008 حوالي 48042 مساحتها الإجمالية حوالي 10.49 كم٢ لتصبح كثافة سكانها 4580 نسمة لكل كيلو متر مربع.